# شی (فیلم ۱۹۳۵)
شی (انگلیسی: She) فیلمی در ژانر ماجراجویی و فانتزی به کارگردانی اروینگ پیکل است که در سال ۱۹۳۵ منتشر شد.

## بازیگران
- هلن گهگن داگلاس
- راندولف اسکات
- هلن مک
- نایجل بروس
- جیم تورپ
- ری کوریگان
- ساموئل اس هیندز
- لامسدن هیر
- نابل جانسون
- گوستاو فون سیفرتیتز